# 5613-as mellékút (Magyarország)
Az 5613-as mellékút egy valamivel több, mint 5 kilométeres hosszúságú, négy számjegyű mellékút Baranya vármegye területén; vonalvezetése alapján úgy tűnik, hogy régen, évtizedekkel korábban a Pécsre vezető országút (vagyis a mai 6-os főút elődje) Mecseken átvezető szakaszának része volt. Jelenlegi állapota egyébként nem árulkodik erről, legalábbis a Google Utcakép 2021-ben elérhető felvételeinek tanúsága szerint egyes szakaszai ma már jóformán csak egy nyomsávban hordoznak magukon szilárd burkolatot.

## Nyomvonala
Mecseknádasd külterületén, annak központjától légvonalban 2, közúton 4 kilométerre délre ágazik ki a 6-os főútból, néhány lépésre annak a 172. kilométerétől. Nyugat felé indul, de szinte azonnal délnek fordul, és kevesebb, mint 400 méter után, egy patakvölgyet keresztezve átlép Apátvarasd területére. Lakott területeket itt nem érint, csak egy elágazása van a falu határai között, 900 méter megtétele után kelet felé ágazik ki belőle a község központjába vezető út; ez a 6-os főútig számozatlanul húzódik, onnan pedig az 56 128-as útszámozást viseli.
Nagyjából az 1+150-es kilométerszelvénye közelében átlép Zengővárkony területére, ahol rövidesen két újabb elágazása következik, előbb egy erdészeti út válik ki belőle északnyugat felé, majd egy olyan útszakasz csatlakozik hozzá, mely a mai 6-os főúttal köti össze – ez régebben szintén a főút része lehetett. Átszeli egy patak folyását, majd kevéssel azután egy kettős hajtűkanyarja következik; minden bizonnyal ez a balesetveszélyes S-kanyar lehetett az egyik fő indítóoka annak, hogy a pécsi országutat az első adandó alkalommal – egy körülbelül 150 méter hosszú híd építésével – más nyomvonalra terelték.
Mintegy 2,3 kilométer megtételét követően az út közvetlenül a 6-os főút mellé ér, jó fél kilométeren át párhuzamosan haladnak, majd keresztezik egymást, de párhuzamosságuk még azután is megmarad egy ideig; legfeljebb 200-250 méterre távolodnak el egymástól, dél-délnyugati irányban húzódva. Zengővárkony belterületének délkeleti szélétől nem messze ér véget, beletorkollva az 5606-os útba, annak a 31+750-es kilométerszelvénye közelében; találkozási pontjuktól az 5606-os követi tovább a dél-délnyugati irányt, ebből ítélve régen az az útszakasz is a pécsi országút része kellett, hogy legyen.
Teljes hossza, az országos közutak térképes nyilvántartását szolgáló kira.gov.hu adatbázisa szerint 5,066 kilométer.

## Települések az út mentén
- (Mecseknádasd)
- (Apátvarasd)
- (Zengővárkony)